# Королёв, Михаил Филиппович
Михаил Филиппович Королёв (1894—1973) — советский военачальник, генерал-лейтенант (1944), участник пяти войн.

## Биография
Михаил Филиппович Королёв родился 27 августа 1894 года в Юзовке (ныне — Донецк). С раннего возраста работал литейщиком на производстве.
После начала Первой мировой войны по мобилизации Королёв был призван в Русскую императорскую армию и направлен на Юго-Западный фронт. Воевал взводным конно-горного артиллерийского дивизиона, за боевые заслуги был награждён Георгиевским крестом 4-й степени. Дослужился до чина старшего фейерверкера. В 1917 году Королёв вступил в РСДРП(б).
Летом 1919 года Королёв пошёл на службу в Рабоче-Крестьянскую Красную Армию. Участвовал в боях Гражданской войны, будучи командиром взвода, помощником командира, начальником связи и командиром артиллерийской батареи.
После окончания войны продолжил службу в Красной Армии. В 1926 году Королёв окончил артиллерийские курсы усовершенствования командного состава, в 1934 году — артиллерийские технические курсы усовершенствования командного состава. Служил с августа 1921 года начальником отдела в артиллерийском депо, с августа 1922 — командир взвода и помощник командира батареи, с июня 1923 — командир батареи, с сентября 1924 — командир и военком артиллерийского дивизиона. С декабря 1929 — начальник артиллерии 1-й кавалерийской дивизии Украинского военного округа, с марта 1931 — начальник артиллерии 1-го Червонного казачества кавалерийского корпуса УкрВО. С 1935 года — начальник артиллерии 7-го кавалерийского корпуса.

Могила Королёва на Введенском кладбище Москвы.

С июня 1938 года Королёв был начальника отдела противовоздушной обороны штаба Киевского военного округа, с октября 1938 года был начальником Ленинградских артиллерийских курсов усовершенствования командного состава. С октября 1939 года — командир 15-го стрелкового корпуса, во главе которого участвовал в боях советско-финской войны. 4 июня 1940 года Королёв был назначен начальником Управления противовоздушной обороны Рабоче-Крестьянской Красной Армии. Внёс большой вклад в совершенствование структуры противовоздушной обороны, боевой подготовки войск, внедрение новых технологий обнаружения и пеленгации, обучение военных специалистов для их обслуживания. Кроме того, усилиями Королёва Управление ПВО было освобождено от многих второстепенных задач, переданных другим службам. Одновременно в 1940 году исполнял должность главного редактора журнала «Вестник ПВО».
С ноября 1940 года Королёв служил заместителем начальника Главного управления Местной противовоздушной обороны НКВД СССР, а с августа 1942 года руководил Местной противовоздушной обороной Москвы.
В январе 1957 года Королёв вышел в отставку. Скончался 5 апреля 1973 года, похоронен на Введенском кладбище (29 уч.).

## Воинские звания
- Полковник (24 декабря 1935 года);
- Комбриг (9 октября 1938 года);
- Комдив (4 ноября 1939 года);
- Генерал-майор (4 июня 1940 года);
- Генерал-лейтенант (17 ноября 1944 года);

## Награды
- два ордена Ленина;
- три ордена Красного Знамени;
- орден Красной Звезды;
- медали.